# Copa de Moldavia 2017-18
La Copa de Moldavia 2017-18 fue la edición número 27 de la Copa de Moldavia. La competición empezó el 22 de julio de 2017 y terminó el 23 de mayo de 2018. Milsami Orhei conquistó su 2.º título tras ganar en la final al Zimbru Chişinău por un marcador de 2-0.

## Primera ronda preliminar
|  | Nistru Otaci | W. O.   | Speranța Drochia |             |             |
|  |              | Reporte |                  | Árbitro(s): | Árbitro(s): |

| 22 de julio de 2017 | CF Rîșcani | 10-2    | FC Fălești | Stadionul Orășenesc, Rîșcani |                            |
| 17:30               |            | Reporte |            | Árbitro(s): Nicolae Murzac   | Árbitro(s): Nicolae Murzac |

| 22 de julio de 2017 | CS Cruiz Camenca | 0-4     | CS Intersport Sănătăuca | Stadionul Orășenesc, Camenca |                             |
| 17:30               |                  | Reporte |                         | Árbitro(s): Dumitru Muntean  | Árbitro(s): Dumitru Muntean |

| 22 de julio de 2017 | FCM Ungheni | 3-2     | FC Maiak Cioropcani | Stadionul Orășenesc, Ungheni |                         |
| 17:30               |             | Reporte |                     | Árbitro(s): Denis Ivlev      | Árbitro(s): Denis Ivlev |

| 22 de julio de 2017 | FC Bogzești | 4-2 (t. s.) | FC Florești | Stadionul Orășenesc, Telenești  |                                 |
| 17:30               |             | Reporte     |             | Árbitro(s): Vladislav Ivancenco | Árbitro(s): Vladislav Ivancenco |

| 22 de julio de 2017 | FC Boldurești | 1-5     | FC Codru Juniori Călărași | Stadionul Mircea Eliade, Nisporeni |                              |
| 17:30               |               | Reporte |                           | Árbitro(s): Andrei Șturmilov       | Árbitro(s): Andrei Șturmilov |

| 22 de julio de 2017 | CS Fulger Ialoveni | 0-1 (t. s.) | CSF Steaua-57 Chișinău | Stadionul Orășenesc, Ialoveni |                               |
| 17:30               |                    | Reporte     |                        | Árbitro(s): Eugen Scorolitnii | Árbitro(s): Eugen Scorolitnii |

| 22 de julio de 2017 | CF Fîrlădeni | 5-0     | Sinteza Căușeni | Stadionul Orășenesc, Căușeni |                           |
| 17:30               |              | Reporte |                 | Árbitro(s): Stanislav Leu    | Árbitro(s): Stanislav Leu |

| 22 de julio de 2017 | FC Tighina | 3-1     | CS Anina Anenii Noi | Stadionul Șelcovic, Bender     |                                |
| 17:30               |            | Reporte |                     | Árbitro(s): Grigore Vorfolomei | Árbitro(s): Grigore Vorfolomei |

| 22 de julio de 2017 | FC Sireți | 0-2     | CSF Sparta Chișinău | Stadionul Sătesc, Sireți |                        |
| 17:30               |           | Reporte |                     | Árbitro(s): Igor Boșca   | Árbitro(s): Igor Boșca |

| 22 de julio de 2017 | FC Slobozia Mare | 5-1     | FC Prut Leova | Stadionul Sătesc, Slobozia Mare |                                |
| 17:30               |                  | Reporte |               | Árbitro(s): Cătălin Pidghirnîi  | Árbitro(s): Cătălin Pidghirnîi |

| 22 de julio de 2017 | FC Sokol Copceac | 4-1     | FC Ceadîr-Lunga | Stadionul Sătesc, Copceac   |                             |
| 17:30               |                  | Reporte |                 | Árbitro(s): Andrei Diordiev | Árbitro(s): Andrei Diordiev |

| 22 de julio de 2017 | Fortuna Pleșeni | 6-4 (t. s.) | FC Maiak Chirsova | Stadionul Sătesc, Pleșeni    |                              |
| 17:30               |                 | Reporte     |                   | Árbitro(s): Valerii Minciuna | Árbitro(s): Valerii Minciuna |

| 22 de julio de 2017 | FC Olimp Comrat | 7-0     | FC Congaz | Stadionul Orășenesc, Comrat |                       |
| 17:30               |                 | Reporte |           | Árbitro(s): Ion Bilea       | Árbitro(s): Ion Bilea |

## Segunda ronda preliminar
| 25 de julio de 2017 | FC Codru Juniori Călărași | 0-1     | FC Bogzești | Stadionul Orășenesc, Călărași |                            |
| 17:30               |                           | Reporte |             | Árbitro(s): Andrei Breguța    | Árbitro(s): Andrei Breguța |

| 25 de julio de 2017 | CSF Steaua-57 Chișinău | 3-1     | CSF Cricova | Stadionul Sătesc, Suruceni |                         |
| 17:30               |                        | Reporte |             | Árbitro(s): Denis Ivlev    | Árbitro(s): Denis Ivlev |

| 25 de julio de 2017 | FC Tighina | 1-1 (4-3 p.) | CF Fîrlădeni | Stadionul Șelcovic, Bender |                       |
| 17:30               |            | Reporte      |              | Árbitro(s): Ion Orlic      | Árbitro(s): Ion Orlic |

| 25 de julio de 2017 | FC Slobozia Mare | 3-2     | CSF Sparta Chișinău | Stadionul Sătesc, Slobozia Mare |                            |
| 17:30               |                  | Reporte |                     | Árbitro(s): Petru Stoianov      | Árbitro(s): Petru Stoianov |

## Primera ronda
| 12 de agosto de 2017 | FC Speranța Drochia | 2-1     | FC Edineț | Stadionul Orășenesc, Drochia |                            |
| 17:00                |                     | Reporte |           | Árbitro(s): Nicolae Murzac   | Árbitro(s): Nicolae Murzac |

| 12 de agosto de 2017 | CF Rîșcani | 1-2     | FC Grănicerul Glodeni | Stadionul Orășenesc, Rîșcani |                              |
| 17:00                |            | Reporte |                       | Árbitro(s): Dmitri Martîniuc | Árbitro(s): Dmitri Martîniuc |

| 12 de agosto de 2017 | CS Intersport Sănătăuca | 1-0     | Iskra Rîbnița | Stadionul Sătesc, Sănătăuca |                       |
| 17:00                |                         | Reporte |               | Árbitro(s): Ion Bilea       | Árbitro(s): Ion Bilea |

| 12 de agosto de 2017 | FCM Ungheni | 1-3     | FC Ungheni | Stadionul Orășenesc, Ungheni |                         |
| 17:00                |             | Reporte |            | Árbitro(s): Denis Ivlev      | Árbitro(s): Denis Ivlev |

| 12 de agosto de 2017 | FC Bogzești | 1-2     | FC Sîngerei | Stadionul Orășenesc, Telenești |                          |
| 17:00                |             | Reporte |             | Árbitro(s): Andrei Ceban       | Árbitro(s): Andrei Ceban |

| 12 de agosto de 2017 | FC Tighina | 0-5     | Victoria Bardar | Stadionul Șelcovic, Bender   |                              |
| 17:00                |            | Reporte |                 | Árbitro(s): Valerii Minciuna | Árbitro(s): Valerii Minciuna |

| 12 de agosto de 2017 | FC Slobozia Mare | 2-5     | FC Cahul-2005 | Stadionul Sătesc, Slobozia Mare |                       |
| 17:00                |                  | Reporte |               | Árbitro(s): Ion Orlic           | Árbitro(s): Ion Orlic |

| 12 de agosto de 2017 | FC Sokol Copceac | 3-2     | Saxan Ceadîr-Lunga | Stadionul Sătesc, Copceac |                          |
| 17:00                |                  | Reporte |                    | Árbitro(s): Iurie Covtun  | Árbitro(s): Iurie Covtun |

| 12 de agosto de 2017 | Fortuna Pleșeni | 2-3     | CF Sparta Selemet | Stadionul Sătesc, Pleșeni |                           |
| 17:00                |                 | Reporte |                   | Árbitro(s): Radu Tobultoc | Árbitro(s): Radu Tobultoc |

| 12 de agosto de 2017 | FC Olimp Comrat | 4-0     | Real Succes Chișinău | Stadionul Orășenesc, Comrat |                            |
| 17:00                |                 | Reporte |                      | Árbitro(s): Ruslan Muntean  | Árbitro(s): Ruslan Muntean |

| 13 de agosto de 2017 | CSF Steaua-57 Chișinău | 2-1     | FC Codru Lozova | Stadionul Sătesc, Suruceni   |                              |
| 17:00                |                        | Reporte |                 | Árbitro(s): Gabriel Tupicica | Árbitro(s): Gabriel Tupicica |

## Segunda ronda
| 19 de septiembre de 2017 | FC Speranța Drochia | 0-3     | FC Spicul Chișcăreni                          | Stadionul Orășenesc, Drochia                            |                                                         |
| 15:30                    |                     | Reporte | A. Apostol 44' · I. Sandu 45+2' · Sofroni 80' | Asistencia: 300 espectadores Árbitro(s): Nicolae Murzac | Asistencia: 300 espectadores Árbitro(s): Nicolae Murzac |

| 19 de septiembre de 2017 | FC Grănicerul Gloden                    | 3-0     | CS Intersport Sănătăuca | Stadionul Central, Glodeni |                          |
| 15:30                    | D. Janu · D. Maneacov · A. Dobrovinschi | Reporte |                         | Árbitro(s): Andrei Ceban   | Árbitro(s): Andrei Ceban |

| 19 de septiembre de 2017 | FC Cahul-2005     | 1-5     | FC Sfântul Gheorghe Suruceni                                               | Stadionul Atlant, Cahul                               |                                                       |
| 15:30                    | Slivca 73' (a.g.) | Reporte | Plămădeală 14' · Maxim 30' · I. Cebotari 49' · Suvorov 83' · M. Ghecev 88' | Asistencia: 500 espectadores Árbitro(s): Iurie Covtun | Asistencia: 500 espectadores Árbitro(s): Iurie Covtun |

| 19 de septiembre de 2017 | FC Olimp Comrat | 0-3     | CF Sparta Selemet                  | Stadionul Orășenesc, Comrat |                            |
| 15:30                    |                 | Reporte | V. Bobrov 39' · I. Pavlov 79', 81' | Árbitro(s): Petru Stoianov  | Árbitro(s): Petru Stoianov |

| 03 de octubre de 2017 | FC Ungheni          | 1-4     | FC Sîngerei                                    | Joma Arena, Chișinău        |                             |
| 15:30                 | R. Gușan 58' (pen.) | Reporte | A. Cristioglo 26' · M. Ungureanu 57', 74', 77' | Árbitro(s): Andrei Cojocaru | Árbitro(s): Andrei Cojocaru |

## Octavos de final
| 24 de octubre de 2017 | FC Dacia Chișinău                                                                    | 6-1     | FC Grănicerul Glodeni | Stadionul Dacia, Speia                                  |                                                         |
| 13:30                 | Punoševac 20' · Bejan 35' · Sténio 47' · I. Mamaliga 54' · Fortes 61' · Olisayev 87' | Reporte | D. Maneacov 50'       | Asistencia: 50 espectadores Árbitro(s): Andrei Diordiev | Asistencia: 50 espectadores Árbitro(s): Andrei Diordiev |

| 24 de octubre de 2017 | FC Zaria Bălți                                                              | 6-1     | FC Sîngerei | Stadionul Orășenesc, Bălți                               |                                                          |
| 13:30                 | V. Gulceac 4' · Zahynaylov 10', 14' · Mbala 24' · Marcão 33' · Mihaliov 81' | Reporte | D. Maga 58' | Asistencia: 300 espectadores Árbitro(s): Andrei Cojocaru | Asistencia: 300 espectadores Árbitro(s): Andrei Cojocaru |

| 24 de octubre de 2017 | CSF Steaua-57 Chișinău | 0-2     | FC Zimbru Chișinău      | Stadionul Zimbru, Chișinău                         |                                                    |
| 13:30                 |                        | Reporte | Douglas 79' · Stînă 81' | Asistencia: 200 espectadores Árbitro(s): Ion Orlic | Asistencia: 200 espectadores Árbitro(s): Ion Orlic |

| 24 de octubre de 2017 | FC Sfântul Gheorghe | 0-2     | FC Milsami Orhei    | Suruceni Stadium, Suruceni                            |                                                       |
| 13:30                 |                     | Reporte | M. Plătică 12', 38' | Asistencia: 100 espectadores Árbitro(s): Iurie Covtun | Asistencia: 100 espectadores Árbitro(s): Iurie Covtun |

| 24 de octubre de 2017 | CF Sparta Selemet | 1-2     | Speranța Nisporeni     | Joma Arena, Chișinău                                  |                                                       |
| 13:30                 | V. Iordachi 81'   | Reporte | V. Titievschi 11', 43' | Asistencia: 200 espectadores Árbitro(s): Iurie Rochin | Asistencia: 200 espectadores Árbitro(s): Iurie Rochin |

| 25 de octubre de 2017 | FC Spicul Chișcăreni | 2-4     | Dinamo-Auto Tiraspol                                         | CSR Orhei, Orhei                                        |                                                         |
| 13:30                 | Iavorschi 45+1', 46' | Reporte | Bursuc 20' · M. Bucătaru 53' · C. Țîbuleac 61' · Bugneac 68' | Asistencia: 100 espectadores Árbitro(s): Petru Stoianov | Asistencia: 100 espectadores Árbitro(s): Petru Stoianov |

| 25 de octubre de 2017 | Victoria Bardar | 1-3 (t. s.) | FC Sheriff Tiraspol                         | Stadionul Zimbru-2, Chișinău                          |                                                       |
| 13:30                 | Orbu 87'        | Reporte     | Brezovec 14' · Balima 102' · Badibanga 105' | Asistencia: 300 espectadores Árbitro(s): Andrei Ceban | Asistencia: 300 espectadores Árbitro(s): Andrei Ceban |

| 25 de octubre de 2017 | FC Petrocub Hîncești | 18-0    | FC Sokol Copceac | Stadionul Municipal, Hîncești                           |                                                         |
| 13:30                 | Ursu 7', 33', 37', 89' · Șumchin 14', 19', 44', 88' · Boldenkov 25' · N. Pempene 35', 66' · Urvanțev 60', 65', 78' · A. Rusu 64' · J. Onana 68', 74' · Svinarenco 84' | Reporte |                  | Asistencia: 200 espectadores Árbitro(s): Andrei Breguța | Asistencia: 200 espectadores Árbitro(s): Andrei Breguța |

## Cuartos de final
|  | FC Dinamo-Auto Tiraspol | W. O. | FC Dacia Chișinău |             |  |
|  |                         |       |                   | Árbitro(s): |  |

| 18 de abril de 2018 | FC Milsami Orhei    | 2-0     | Sheriff Tiraspol | CSR Orhei, Orhei                                          |                                                           |
| 15:30               | M. Plătică 47', 54' | Reporte |                  | Asistencia: 1.000 espectadores Árbitro(s): Alexandru Tean | Asistencia: 1.000 espectadores Árbitro(s): Alexandru Tean |

| 18 de abril de 2018 | Petrocub Hîncești | 2-0     | Speranța Nisporeni | Stadionul Municipal, Hîncești                            |                                                          |
| 15:30               | Ivanov 84', 90+4' | Reporte |                    | Asistencia: 400 espectadores Árbitro(s): Dumitru Muntean | Asistencia: 400 espectadores Árbitro(s): Dumitru Muntean |

| 18 de abril de 2018 | FC Zimbru Chișinău | 1-0 (t. s.) | FC Zaria Bălți | Estadio Zimbru, Chișinău                                  |                                                           |
| 19:00               | I. Damașcan 120+1' | Reporte     |                | Asistencia: 3.000 espectadores Árbitro(s): Petru Stoianov | Asistencia: 3.000 espectadores Árbitro(s): Petru Stoianov |

## Semifinales
| 9 de mayo de 2018 | Zimbru Chișinău                                                                   | 0-0 (5-4 p.)               | Dinamo-Auto Tiraspol                                                              | Estadio Zimbru, Chișinău                                  |                                                           |
| 19:00             |                                                                                   | Reporte                    |                                                                                   | Asistencia: 2.000 espectadores Árbitro(s): Alexandru Tean | Asistencia: 2.000 espectadores Árbitro(s): Alexandru Tean |
|                   |                                                                                   | Tiros desde el punto penal |                                                                                   |                                                           |                                                           |
|                   | I. Damașcan · Onica · Golovatenco · Stînă · W. Pozo · Țîgîrlaș · Telegin · Jardan |                            | Cheptine · Yeliseyev · Jalbă · Șumchin · Rebenja · I. Țurcan · Pașcenco · Bordian |                                                           |                                                           |

| 09 de mayo de 2018 | Petrocub Hîncești | 1-2 (t. s.) | Milsami Orhei                  | Stadionul Municipal, Hîncești                             |                                                           |
| 19:00              | Ambros 19' (pen.) | Reporte     | Bugaiov 13' · M. Antoniuc 120' | Asistencia: 1.000 espectadores Árbitro(s): Petru Stoianov | Asistencia: 1.000 espectadores Árbitro(s): Petru Stoianov |

## Final
| 23 de mayo de 2018 | Milsami Orhei         | 2-0 (t. s.) | Zimbru Chișinău | Estadio Zimbru, Chișinău                                      |                                                               |
| 20:00              | M. Antoniuc 99', 102' | Reporte     |                 | Asistencia: 8.942 espectadores Árbitro(s): Bartosz Frankowski | Asistencia: 8.942 espectadores Árbitro(s): Bartosz Frankowski |

### Campeón
| Copa de Moldavia 2017-18 |
| ------------------------ |
| Milsami Orhei 2º Título  |